# Ni'lin
Ni'lin (Arabisk: نعلين) er en palæstinensisk by i Ramallah- og al-Bireh-distriktet på den centrale Vestbred. Byen ligger 17 kilometer vest for Ramallah og omkring 3 kilometer fra Armistice-linjen fra 1949, den såkaldte "grønne linie". Mod nordøst grænser Ni'lin op til Deir Quaddis og de israelse bosættelser Nili og Na'ale, mod syd ligger landsbyen al-Midya samt bosættelsesblokken Modi'jn Illit (Kiryat Sefer). Mod nordvest ligger landsbyerne Budrus (4km) og Oibya (5km). Byens fulde areal består af omkring 15.000 duman af hvilke 660 er byområde. Under Oslo II blev 93.3% af byens landområder klassificeret som 'Area C'
De fleste af byens indbyggere er afhængige af landbruget som indkomst, og inden den anden Intifadas udbrud havde mange håndværksmæssigt arbejde i Israel. Ifølge Palestinian Central Bureau of Statistics havde byen et befolkningstal på omkring 4.750 i 2006.
Med sin beliggenhed 262 meter over havoverfladen har Ni'lin milde vintre og varme tørre somre med dagtemperaturer på gennemsnitligt 32 grader celsius.

## Historie
I 1596 optræder Ni'lin for første gang i de osmanniske skatteregistre som værende en del af Nahiyaen af Ramla af Liwaen af Gaza. Byens indbyggere bestod af 72 husholdninger, alle muslimske, og de betalte skatter af hvede, byg, sommer afgrøder, oliventræer, frugttræer, geder og/eller bistader, samt en presse til oliven eller vindruer.
I 1882 beskrev 'the Palestinian Exploration Fund's Survey of Western Palestine' Ni'lin som "en stor landsby på høj grund, omgivet af oliven og betjent af cisterner". 
I den britiske optælling af Palæstina fra 1922 havde landsbyen (nu kaldet N'alin) en befolkning på omkring 1.160 muslimer, mens der i optællingen fra 1931 er registreret et befolkningstal på 1249, 1 kristen og resten muslimer, bosat i 299 huse.
I 1945 var indbyggertallet i Ni'lin oppe på 1.420, alle arabere, som ifølge en officiel land- og befolkningsopgørelse ejede 15.875 dunam jord. Af disse var 5.921 dunam plantager og kunstvandet jord, 3.053 dunam blev brugt til korn, mens 29 dunam var bebygget byområde.

## Protester mod muren
Beboerne i Ni'lin har sammen med internationale aktivister udført ugentlige demonstrationer mod en nærliggende udvidelse af den israelske Vestbredsbarriere (Muren, red.), siden muren begyndtes opført. Det vurderes, at den færdigbyggede mur afskærer 1/3 af Ni'lins land. 
I marts 2010 erklærede den israelske hær Ni'lin (samt nabobyen Bilin) lukket militærområde hver fredag. Dette varede til august 2010. 